# Alvito da Beira
Alvito da Beira é uma povoação portuguesa do Município de Proença-a-Nova, Distrito de Castelo Branco, que foi sede da extinta Freguesia de Alvito da Beira, freguesia que tinha 36,26 km² de área e 362 habitantes, e, por isso, uma densidade populacional de 10 hab/km².
A Freguesia de Alvito da Beira foi extinta (agregada) pela última reorganização administrativa do território das freguesias, de acordo com a Lei nº 11-A/2013, de 28 de Janeiro, tendo o seu território sido agregado ao da Freguesia de Sobreira Formosa para constituir a União de freguesias de Sobreira Formosa e Alvito da Beira, com sede em Sobreira Formosa.
A Freguesia de Alvito da Beira era limitada a norte e este pela Freguesia de Sarzedas, a sudeste pela de Santo André das Tojeiras, a sul pela de Montes da Senhora e a oeste pela de Sobreira Formosa. 
A origem do nome da povoação é árabe.

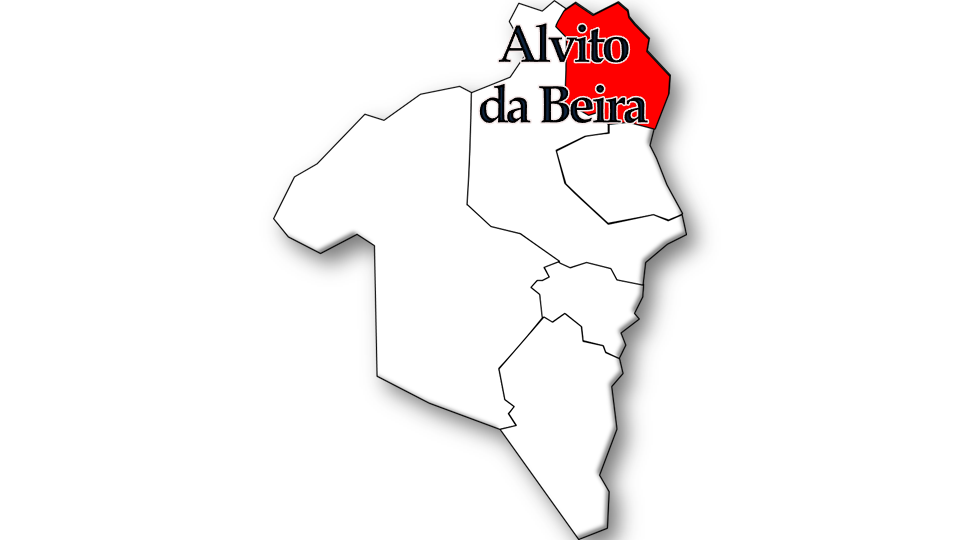
Localização no Município de Proença-a-Nova

## População
★ Freguesia criada pela lei nº 1.064, de 09/11/1920, com lugares da freguesia de Sobreira Formosa. Pelo decreto nº 13.141, de 14/02/1927, passou a denominar-se Alvito da Beira (Fonte: INE)

 Grupos etários em 2001 e 2011			

| 1930  | 1940  | 1950  | 1960  | 1970  | 1981 | 1991 | 2001 | 2011 |
| 1 300 | 1 543 | 1 643 | 1 439 | 1 115 | 896  | 612  | 436  | 362  |
|       | +19%  | +6%   | -12%  | -23%  | -20% | -32% | -29% | -17% |

|     | 0-14 anos | 15-24 anos | 25-64 anos | 65 e + anos |
| Hab | 17 \| 13  | 33 \| 13   | 158 \| 130 | 228 \| 206  |
| Var | -24%      | -61%       | -18%       | -10%        |

## História
A freguesia foi criada no ano de 1920. Antes, tanto a sede como os demais lugares pertenciam à de Sobreira Formosa, desde início, acompanhando a pequena vila desde o Senhorio dos Templários à autonomia como concelho e à posterior integração no termo de Proença-a-Nova, em meados do século XIX. O primeiro pároco foi o reverendo Bernardino Lopes Pires Ribeiro, natural de Sobreira Formosa. Como orago da novel freguesia ficou São Lourenço, a quem o povo prestava culto desde tempos imemoriais. Ao tempo, já Alvito da Beira possuía uma escola mista, criada em 1906, com a frequência considerável de 70 alunos.

## Actividades económicas
O solo da zona é pobre: produz algum milho, trigo, centeio e batata, entre outros, mas só a oliveira e a exploração de madeiras atingem rendimentos significativos. O azeite tornou-se a indústria tradicional da freguesia, não sendo conhecida a data da criação dos primeiros lagares. A freguesia ocupava o primeiro lugar no município na produção do azeite. Em 1930 havia pelo menos dez lagares. A exploração de madeiras é outro dos produtos rentáveis da freguesia. De entre elas o pinheiro é a principal, quer pelo aproveitamento de resinas e seus derivados, quer pela própria madeira.

## Festas e romarias
- São Lourenço - 10 de Agosto
- Nossa Senhora das Necessidades - Último domingo de Agosto
- São João - 24 de Junho

## Locais de interesse turístico
- Moinhos de água na Ribeira do Alvito
- Zona piscatória
- Paisagem Natural
- Piscina Natural
- Praia Fluvial de Alvito da Beira

## Património cultural e edificado
- Igreja Matriz - É dedicada a São Lourenço; era uma simples capela até 1920, data em que foi criada a freguesia.
- Fonte Velha.
- Fonte da Mó.
- Fonte da Dáspera.
- Fonte do Sobrainho dos Gaios.
- Arquitectura tradicional.

## Gastronomia
- Maranhos
- Queijo fresco de cabra
- Aguardente de medronho

## Artesanato
- Tecelagem
- Sapataria manual
- Ferraria.

## Lugares da Freguesia
- Cerejeira
- Dáspera
- Herdade
- Mó
- Sobrainho dos Gaios
- Vales do Alvito

## Colectividades
- Centro Cultural e Desportivo Alvitense.
- Associação Desportiva e Cultural de Sobrainho dos Gaios.
- Associação Desportiva e Cultural de Cerejeira.

## Galeria de imagens
- Poço do Açude (Ribeira do Alvito)
- Poço do Açude (Ribeira do Alvito)
- Poço do Açude (Ribeira do Alvito)
- Poço do Açude (Ribeira do Alvito)
- Poço das Andorinhas (Ribeira do Alvito)
- Paisagem Natural (Ribeira do Alvito)
- Largo em Alvito da Beira
- Casa antiga em Alvito da Beira